# Jeff Lynne
Jeffrey "Jeff" Lynne (n. 30 decembrie 1947, Shard End, Birmingham) este un textier, compozitor, aranjor, cântăreț, chitarist și producător muzical englez care a devenit cunoscut ca liderul și singurul membru constant al trupei Electric Light Orchestra dar și ca co-fondator al formației Traveling Wilburys. Lynne a produs înregistrări ale unor artiști precum The Beatles, Brian Wilson, Roy Orbison, Del Shannon și Tom Petty. A scris cântece cu Petty dar și cu George Harrison al cărui album din 1987, Cloud Nine, a fost co-produs de Lynne și Harrison. Compozițiile sale includ: "Do Ya", "Livin' Thing", "Evil Woman", "Turn to Stone", "Sweet Talkin' Woman", "Telephone Line", "Mr. Blue Sky", "Hold on Tight" și "Don't Bring Me Down".
În 2008, The Washington Times l-a numit pe Lynne al patrulea cel mai bun producător din istoria muzicii.

## Discografie

### Album de studio
- Armchair Theatre (12 iunie 1990)

### Compilație
- A Message from the Country - The Jeff Lynne Years 1968/1973 (1989)